# Друг юношества
«Друг ю́ношества» — детский журнал в Российской империи, выпускавшийся в 1807—1815 годах.
Первый номер «Друга юношества» имел на титульном листе латинский эпиграф «Sine Jove, nec pedem move» (Без Бога ни
до порога). До 1809 года журнал был ориентирован для детей 10-14 лет.
С 1809 года журнал сменил свою ориентацию на юношей старше 15 лет. Современная литература на страницах «Друга юношества» отсутствовала. Из исторических материалов представлены были в основном переводные.
По мере издания журнала росло количество статей на религиозные темы. Политический консерватизм редактора и издателя М. И. Невзорова, отрицание всего нового в науке, искусстве, политике, и педагогике постепенное привело к падению читательского интереса и закрытию журнала.
За годы издания вышло 100 книг.